# 瑪麗昂·泰諾
瑪麗昂·泰諾（法語：Marion Thénault，2000年4月9日—），加拿大自由式滑雪運動員，她代表加拿大隊參加了中國舉行的2022年冬季奧林匹克運動會，並且在混合團體空中技巧比賽上獲得銅牌。